# Apterogaleruca
Apterogaleruca es un género de coleóptero de la familia Chrysomelidae.

## Especies
Las especies de este género son:
- Apterogaleruca hirthihumeralis Chujo, 1962
- Apterogaleruca uenoi Kimoto, 1969